# Залізниця Вінден — Карлсруе
49°02′26″ пн. ш. 8°17′08″ сх. д. / 49.0405° пн. ш. 8.2855° сх. д.
Залізниця Вінден — Карлсруе (нім. Bahnstrecke Winden–Karlsruhe) — магістральна залізниця в німецьких землях Баден-Вюртемберг і Рейнланд-Пфальц, в сучасному вигляді існує з 1938 року та електрифікована між Вертом і Карлсруе. 
Нинішню дистанцію Вінден — Верт відкрито в 1864 році. 
Рік по тому дільницю Рейн — Максаубан, яку відкрито в 1862 році, закрили. 
Маршрут цієї дільниці змінено під час перенесення станції Карлсруе-Головний. 
Нові дільниці також побудовано між Вертом і Мюльбургом головним чином через введення в експлуатацію стаціонарного мосту через Рейн.
Відкриття цього мосту значно підвищило значення залізниці. 
Сьогодні цей маршрут працює разом із дільницею Нойштадт — Вінден залізниці Нойштадт — Віссембург як маршрут 676. 
Кілька маршрутів штадтбану Карлсруе також курсують між Вертом і Карлсруе.

## Історія
Перші спроби побудувати залізницю сьогоденним маршрутом походять з 1838 року, невдовзі після заснування Пфальцької залізничної компанії Людвіга. У цьому контексті було зроблено пропозицію щодо маршруту від Цвайбрюккена вздовж Шварцбаху та через Родальбен, Анвайлер і Лангенкандель (пізніше: Кандель) на Рейні, яка не була прийнята. 

У 1847-1849 рр. від Людвігсгафен-Головний до Бексбаху побудовано залізниця Пфальц-Людвіг, спрямовану зі сходу на захід. 
Ця залізниця в основному використовувалася для транспортування вугілля. 
У 1855 році між Нойштадтом і Віссембургом відкрито Пфальцька Максиміліанська залізниця, якою транспортували вугілля із Сааргегенду та сільськогосподарську продукцію Пфальца до Франції.
Однак Пфальцька Максиміліанська залізниця не виправдала очікувань у перші кілька років свого існування. 
Зокрема, французькій залізничній компанії Chemins de fer de l'Est вдалося заблокувати конкурентоспроможність усіх сполучень до районів Франції поблизу Рейну з-за меж Франції за допомогою різних заходів, таких як маніпуляція тарифами. 
Крім того, вони забезпечили значну частину попиту на вугілля в департаменті Верхній Рейн через залізницю Ремії — Саарбрюккен до Фруара. 
Цей маршрут продовжувався до Страсбурга або вздовж річок до Мюлуза . 
На цьому тлі Пфальц змушений був шукати інші ринки, бажано по той бік Рейну. 

Як наслідок, Пфальцька Максиміліанська залізнична компанія, яка побудувала залізницю від Нойштадта до Віссембурга, планувала побудувати залізницю, що відгалужується у Віндені до Карлсруе, особливо тому, що вона мала збільшити свої фінансові прибутки. 
Було сподівання, що запланований маршрут транспортуватиме вугілля на кращі ринки в південнонімецькі країни Баден, Вюртемберг і основну частину Баварії, яка була географічно відокремлена від Рейнського округу. 

Спочатку проектанти розглядали маршрут, який, можливо, відгалужується в Рорбаху. 
Проте, беручи до уваги інтереси Бад-Бергцаберну, який також потребував підключення до залізничної мережі, компанія від цього проекту відмовилася. 

### Планування
Муніципалітет Кандель, зокрема, рішуче боровся за цю залізницю, посилаючись у цьому контексті на велику кількість мешканців у своєму районі та створення робочих місць під час будівництва залізниці. 
 
Баварець Карл Крацайзен, який на той час був командувачем військами в Пфальці, наголошував, що такий шлях був необхідний зі стратегічних міркувань. 

У 1859 році Пфальцька Максиміліанська залізнична компанія отримала концесію на залізницю від Міністерства торгівлі та громадських робіт. 
Влітку наступного року відповідно було визначено маршрут і дизайн проекту. 
Однак містечко Гермерсгайм чинило опір, натомість підтримавши будівництво залізничної лінії через свою територію, а звідти до Брухзаля. 
У меморандумі місто Гермерсгайм і комендант фортеці Гермерсгайм також стверджували, що лінія від Віндена до Карлсруе, на відміну від лінії через територію фортеці, не буде військовонебезпечною і що стратегічно важливо встановити сполучення з іншими фортецями, такими як Кобленц, Ландау, Майнц і Раштат. 
Проте уряд Пфальцу відхилив пропозицію Гермерсгайма. 

Крім того, кілька представників муніципалітетів Південний Пфальц зібралися в Рюльцгаймі в 1860 році, які натомість подали петицію проти маршруту через Вінден і Кандель, натомість виступали за маршрут від Ландау через Оффенбах, Герксгайм, Ляймерсгайм і Леопольдсгафен до Карлсруе. 
Вони стверджували, що маршрут через Вінден і Кандел суперечить суспільним інтересам і буде виключно «вугільною залізницею», яка в першу чергу обслуговуватиме своїх акціонерів. 
Крім того, вони стверджували, що запропонований ними маршрут вплине на більшу кількість місць і людей, ніж запланований маршрут через Кандель. 
У цьому контексті вони посилалися на продовольчі товари, вироблені в Рюльцгаймі, на ткачів, які проживали в Герксгаймі, а також на торгівлю конопляним і льоноволокном і обробку товарів у порту Леймерсгайм. 
Крім того, важливу роль у регіоні відігравали вирощування тютюну та торгівля худобою. 
Сполучення зі Шпаєр-Головний може бути побудовано пізніше з Рюльцгайма через Гермерсгайм. 
Запропонований маршрут через Кандель також був би небезпечним під час можливої війни через його близькість до французького кордону. 
Такої ж думки був і уряд Баварії. 
Проте петиція Рюльцгайма не мала успіху. 

### Будівництво, відкриття та перші роки
Баварія прийняла закон 10 листопада 1861 року, який гарантував компанії грант на відсотки на загальну суму інвестицій у півтора мільйона гульденів . 
Поступка відбулася 28 червня наступного року. 
Максаубан вже був відкритий на стороні Бадена від Карлсруе до правого (східного) берега Рейну поблизу села Максау 5 серпня 1862 року. 
Дистанція Вінден — Максиміліансау була затверджена 14 березня 1864 року. 
Хоча вона прямувала через Мінфельд, район на південний схід від Віндена, він не мав станції, і це призвело до конфліктів. 

Через рік, 8 травня 1865 року, розрив між Максиміліансау та Максаубаном було після відкриття мосту через Рейн. 
Міст побудовано для дорожнього руху в 1840 році та був модифікований для залізничного трафіку. 
Це був перший понтонний міст, який використовувався на залізниці в Європі, і тому вважався технічною інновацією. 

### Подальший розвиток
Хоча залізниця використовувалася для перевезення пасажирів, зміна локомотива, необхідна для перетину Рейну, запобігла значному наскрізному руху. 

Згодом була побудована друга колія між Вінденом і Вортом. 
З 1 січня 1870 року управління дистанцією на захід від Рейну перебрала на себе новостворена Пфальцька залізниця, яка була створена через злиття залізничних компаній Пфальцу, хоча Максиміліанська залізниця формально все ще була власником і мала концесію на його будівництво та експлуатацію. 
Максиміліанська залізниця завжди відповідала за переправу поїздів через Рейн. 

Оператором дистанції східного берегу була Державна залізниця Великого Герцогства Баден. 
З 1895 року між станціями Мюльбург і Кнілінген діяла вантажна обхідна залізниця. 

Телефонна лінія була побудована вздовж дистанції Вінден — Верт в 1907 році. 
Квиткові бар'єри були встановлені на станціях уздовж лінії від Віндена до Максау. 

1 січня 1909 року дистанція Вінден — Райнбрюкке разом з іншими залізницями в Пфальці перейшли під оруду Королівських баварських державних залізниць.
Ще в 1900 році міністерство внутрішніх справ Бадена схвалило перенесення станції Карлсруе-Головний, оскільки, з одного боку, він досяг межі своєї пропускної здатності. 
Нове місце було на південній околиці. 
У результаті дистанцію на схід від Кнілінгена довелося перенести. 
Це мало б огинати місто великим на-півколом. 
Він був задуманий як маршрут від західної частини вантажної обхідної залізниці, побудованої в 1895 році, до Карлсруе-Західний, який також був побудований в 1895 році одночасно зі сортувальною станцією. 
23 жовтня 1913 року було відкрито новий головний залізничний вокзал і перенесено залізницю Максау. 
У той же час у Мюльбургу побудована нова вузлова станція для залізниці, що проходила через Еггенштайн і Лінкенгайм до Грабен-Нойдорфа. 
Південну частину Еггенштайна також довелося відбудовувати. 
До того часу цю функцію виконувала станція Мюльбургер-Тор, яка з тих пір була покинута. 
Кілька років потому була додана станція Карльсруе-Цеппелынштрасе (пізніше перейменована на Карлсруе-Вест) неподалік від Західної станції між Мюльбург і Карльсруе-Головний.

### Веймарська республіка і Третій Рейх (1920–1945)
У 1920 році залізниця стала частиною нещодавно заснованого Deutsche Reichsbahn. 
У 1922 році пфальцьку дистанцію підпорядковано до новоствореного Людвігсгафенського залізничний підрозділу, а дистанція Баден стала частиною Залізничного підрозділу Карлсруе. 
Після Першої світової війни Франція окупувала Пфальц, і в 1923-1924 рр. залізниці Пфальцу експлуатували французькі військові. 
Наступне десятиліття рух неухильно зростав. 
Оскільки залізниці мали дотримуватися розкладу, пасажирські служби мали пріоритет над вантажним трафіком. 
Це спричинило затори на Рейні. 
Ця ситуація була ще гіршою для дорожнього транспорту, якому дозволили перетинати міст лише після судноплавного трафіку. 
Політична та економічна ситуація 1920-х років зірвала плани будівництва постійного мосту через Рейн. 
Баден і Баварія надавали гроші на будівництво такого мосту з 1934 року, після чого почалися роботи. 

Після скасування Людвігсгафенського залізничного підрозділу  в 1937 році вся залізниця перейшла під юрисдикцію Карлсруе з 1 лютого 1937 року. 
Місцевий Reichsbahn-Betriebsamt (операційний офіс Deutsche Reichsbahn, RBA) також базувався в Карлсруе. 

4 квітня наступного року біля Максау було відкрито стаціонарний міст через Рейн, а понтонний міст було демонтовано. 
 
Станцію Максимиліанзау було закрито. 
Натомість відкрито нову станцію одразу на захід від нового мосту. 

Тоді ж була побудована нова дистанція Мюльбург — Максау. 
Маршрут, який раніше прямував через Кнілінген, тепер пролягав уздовж південно-західного краю села, тож Кнілінген також отримав нову станцію. 
Крім того, згодом дистанцію Верт — Карлсруе було перебудовано на дві колії. 

Завдяки новому мосту через Рейн основні потоки транспорту, які раніше прямували напрямками Ландау – Брухзаль і Нойштадт – Вісембург, тепер були спрямовані в бік Карлсруе. 
Також експреси на маршруті Саарбрюккен – Мюнхен відтоді курсували через Вінден і Карлсруе. 

У 1944 році було запроваджено сполучення від станції Карлсруе-Західний до Рейнської залізниці в напрямку Раштата зі стратегічних міркувань. 
На початку 1945 року залізничний рух на лінії припинився внаслідок Другої світової війни. 
У тому ж році міст через Рейн був зруйнований під час авіанальотів. 

### Повоєнний час і Deutsche Bundesbahn (1945–1993)
В результаті поділу Німеччини на окупаційні зони, дистанція на захід від Рейну 31 серпня 1945 року перейшла під оруду Майнцького залізничного департаменту. 
Майнцький залізничний департамент керував всіма залізницями землі Рейнланд-Пфальц (заснована через рік). 

Залізничний департамент Карлсруе продовжував відповідати за Баденську дистанцію.
Через руйнацію мосту через Рейн потяги на західній дистанції курсували лише до Верта. 

На заміну пошкодженому мосту через Рейн в 1947 році було введено в експлуатацію новий збірний міст; 
спочатку планувалося, що він буде тимчасовим, але він залишився постійним. 

У тому ж році Betriebsvereinigung der Südwestdeutsche Eisenbahnen (Спілка операторів залізниць Південно-Західної Німеччини) перебрала на себе управління. 
Згодом спілку підпорядкували Deutsche Bundesbahn, заснованому в 1949 році. 
З’єднання, побудоване під час Другої світової війни, згодом було демонтовано. 
Після скасування Майнцького залізничного департаменту, залізничний департамент Карлсруе взяв на себе управління всім маршрутом 1 червня 1971 року. 

 
Дистанція Верт — Карлсруе була електрифікована в 1974 році. 
Міст Максау через Рейн Його довелося відновлювати після того, як він зазнав аварії корабля в 1987 році. 
Новий міст був відкритий 29 квітня 1991 року як одноколійний.

### Deutsche Bahn (з 1994)
У ході німецької залізничної реформи 1 січня 1994 року залізниця була передана Deutsche Bahn. 
У 1995 році залізниця включена до тарифної зони Karlsruher Verkehrsverbund (транспортна асоціація Карлсруе, KVV). 

З 2001 року діє перехідний тариф Verkehrsverbund Rhein-Neckar (транспортна асоціація Рейн-Неккар, VRN) на дистанції Вінден — Максиміліансау. 

У середині 1990-х дві колії були відновлені на дистанції Верт — Максиміліансау для роботи штадтбану. 
У 1997 році дистанцію Максау — Верт було інтегровано в мережу штадтбан Карлсруе, і лінія, яка була побудована до центру міста Верт, починаючи на захід від станції Верт-ам-Райн, почала експлуатуватися за моделлю Карлсруе (лінія S5). 
На схід від Максау маршрут штадтбану приблизно такий же, як і стара лінія, яка використовувалася до 1938 року, а потім, у межах Кнілінгена, використовує трамвайну лінію 1950-х років.
У 1999 році почалися будівельні роботи на другому мосту для другої колії, який прилягав безпосередньо до існуючого переходу через Рейн, оскільки міст, зданий в експлуатацію в 1991 році, виявився вузьким місцем. 
Двоколійні операції розпочалися 12 травня 2000 року. 
У 2010 році було введено в експлуатацію лінії штадтбану S51 та S52 до Гермерсгайма. 
Тоді як маршрути S52 та S5, використовували лише дистанцію між Вертом та Райнбрюкке-депо, S51 курсує від Верта залізницею Вінден — Карлсруе до зупинки на привокзальній площі Карлсруе-Головний, а потім повертає на сполучну рампу до станції Альбтальбану, яка існує з 1996 року. 
З 2023 року маршрут S3 працює на дистанції Верт – Карлсруе в петлі від Карлсруе через Гейдельберг, Мангайм і Гермерсгайм до Карлсруе і назад.

## Операції

### Пасажирські послуги

#### До 1945 року
У 1866 році в робочі дні лінією курсувало 16 пасажирських поїздів. 
У 1871 році п'ять пар поїздів курсували пфальцькою дистанцією, половина з них були змішаними. 
Час в дорозі від Віндена до Максиміліансау складав приблизно три чверті години. 

У розкладі 1897 року зазначено рейси на маршруті Бад-Бергзаберн – Карлсруе. 
 
Восени 1914 року, тобто під час Першої світової війни, було шість пар поїздів, хоча один курсував лише між Максиміліансау та Вінденом. 
 
У 1920-х роках маршрутом Кельн-Головний – Нойштадт-ан-дер-Вайнштрассе — Головний – Ландау-Головний – Карлсруе також курсував наскрізний автобус, який прямував з Ландау як складова експресу. 

У 1932 році з понеділка по п'ятницю над Рейном здійснювалися 32 пасажирські перевезення. 

Експрес на маршруті Саарбрюкен-Головний – Мюнхен-Головний, який раніше курсував залізницею Гермерсгайм — Ландау, з 1938 року курсував через Вінден і Карлсруе. 

Вже через рік цей маршрут разом із дистанцією Нойштадт — Вінден Максимиліанської залізниці внесено до національного розкладу. 

Після битви за Францію пасажирський експрес-поїзд курсував з Карлсруе до Діжона, який спочатку використовував цей маршрут, але пізніше курсував через Раштат і Гагенау. 

Розклад 1944 року містив кілька наскрізних місцевих поїздів з Карлсруе через Вінден, Ландау та Цвайбрюкен-Головний до Саарбрюккена. 

#### Повоєнний період і Deutsche Bundesbahn
Відразу після Другої світової війни потяги були зарезервовані для окупаційних військ і закриті для пасажирського трафіку. 
Серед них було залізничне сполучення з Нойштадта через Ландау та Вінден — спочатку через різні національні окупаційні зони, в обхід Карлсруе дистанцією побудованою в 1944 році — до Баден-Бадена. 
Між Ландау і Верт курсували регулярні пасажирські поїзди. 

Ще в 1953 році Deutsche Bundesbahn керувала швидкісними поїздами з Кельна до Констанца . 
До 1960-х рр. маршрут Крефельд — Базель прямував цією залізницею. 
Водночас нею курсували експреси за маршрутом Саарбрюккен — Мюнхен. 

До 1973 року на маршруті Бінген-на-Рейні — Головний – Карлсруе все ще курсували автобуси до Базеля, Крефельда та Саарбрюккена. 
 
Експреси Durchgangszug та наскрізні автобуси курсували на лінії від Віндена до Карлсруе в 1988 році. 

Експреси курсували приблизно щогодини маршрутом Карлсруе — Ландау як Regionalschnellbahnen (регіональні експреси, RSB), і кожен другий з них продовжував до Нойштадта. 

#### З часу реформування залізниці
Розширення штадтбану Карлсруе до Верта було відкрито в 1997 році. 
Раніше Deutsche Bahn здійснив попередній рейс в 1994 році на дистанції Карлсруе — Верт. 
Маршрут штадтбану мав номер S8. 

Разом із дистанцію Нойштадт — Вінден Максиміліанської залізниці ця лінія тепер є частиною маршруту Карлсруе — Нойштадт і має номер KBS 676. 
Щогодини курсує один потяг Regionalbahn (RB51) і один потяг Regional-Express (RE6) з Карлсруе до Нойштадта. Усі рейси Regionalbahn від Карлсруе до Нойштадта зупиняються на станціях Верт-Альте-Банмайстерай, Максимиліансау-Айзенбанштрассе та Максау. 
Послуги Regional-Express з 1997 року діють лише за кількома винятками до Верту, Канделю, Віндену і Ландау. Маршрути штадтбану Карлсруе S5 (Ворт-Доршберг — Бітігхайм-Біссінген) і S52 (Гермерсгайм – Карлсруе-Інненштадт) використовують дистанцію між станцією Верт і розв’язкою на схід від Максау. 
Вони також обслуговують зупинки Максимиліансау-Айзенбанштрассе та Максау. 
Маршрут S51 (Гермерсгайм — Карлсруе-Інненштадт) також курсує за маршрутом від Верт до Карлсруе-Головний, однак ці маршрути не обслуговують Максимиліансау-Айзенбанштрассе та Максау.

### Вантажні перевезення

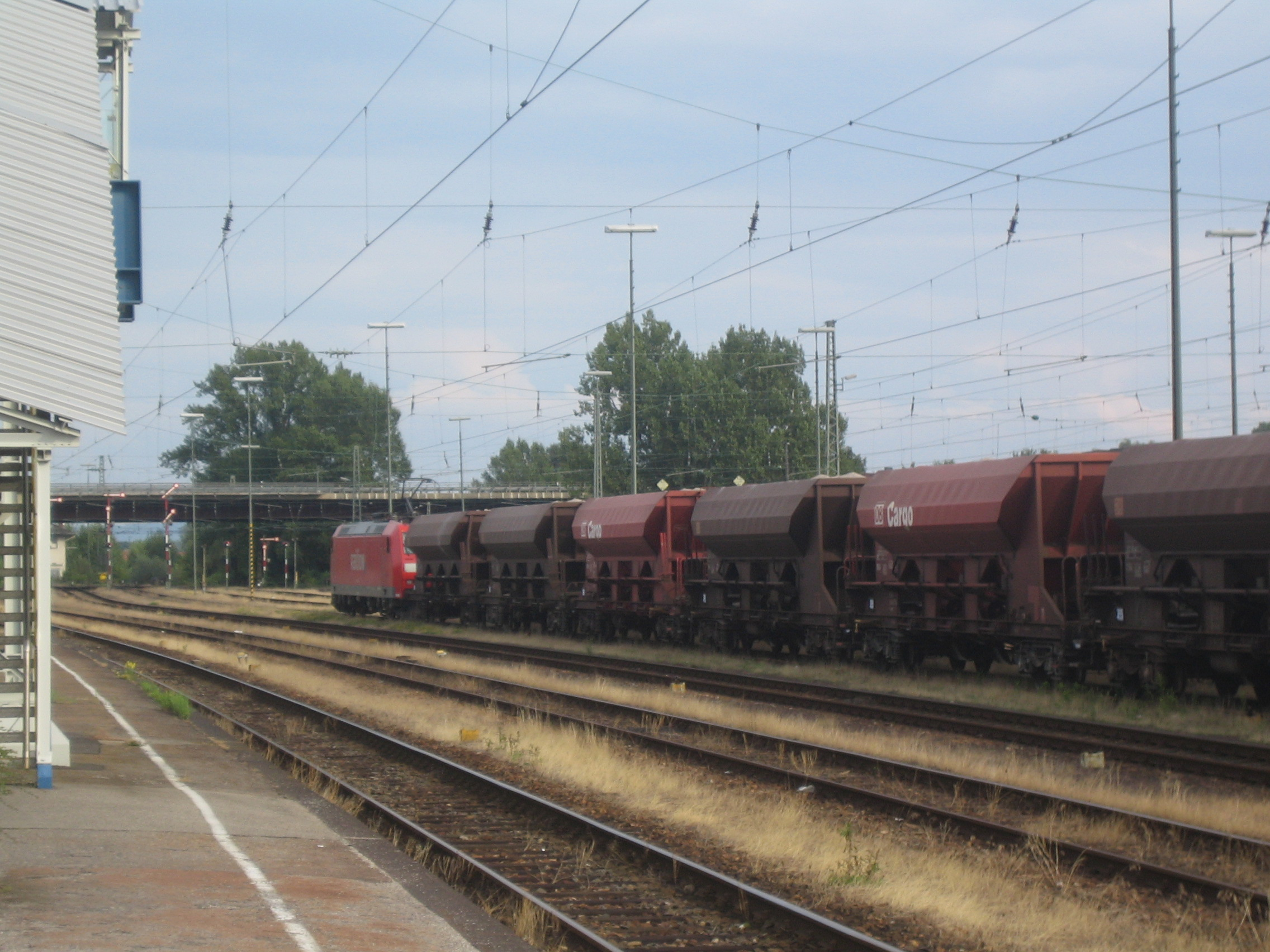
Товарний поїзд на станції Верт

У перші роки свого існування залізниця від Віндена до Карлсруе в основному обслуговувала транспортування вугілля до Південної Німеччини. 

Після введення в експлуатацію Гермерсгаймського мосту в 1877 році залізниця втратила значну частину цього трафіку. 
У 1871 році курсували чотири вантажні потяги, три до Віндена та один до Максиміліансау. 
Два з них не зупинялись у Верті і один з них зупинявся у Канлелі, решта обслуговували всі станції на лінії. 

Передусім станції Вінден і Кандель мали важливе значення для транспортування цукрових буряків. 
У 1980-х роках цей трафік здійснювався в Ландау. 

Відповідно кожна зі станцій мала приміщення для навантаження цукрових буряків у вантажні вагони. 
На початку 1990-х років Deutsche Bundesbahn раціоналізував ці операції, що означало, що бурякові перевезення змінилися на автомобільні. 
Відповідно, пізніше були демонтовані вантажні лінії. 
Решта цієї дистанції обслуговується з Карлсруе.
Між Карлсруе та Вертом велика кількість вантажів транспортується до рекреаційних озер у колишніх каменоломнях біля Верта, заводу Mercedes-Benz у Верте та Рейнської гавані у Верті; в результаті ця дистанція була електрифікована в 1974 році. 
Сполучні лінії відгалужуються від станції Карлсруе-Райнбрюкке до нафтопереробного заводу MiRO та паперової фабрики Stora Enso. Під'їзні колії також електрифікована. 
Тому вантажні потяги, що курсують до нафтопереробного заводу, як правило, мають електричну тягу, як і вантажний транспорт до Верта. 

Вантажні операції на колишній станції Карлсруе-Мюльбург були припинені, тому її перекласифікували як зупинний пункт. 
Усі колись численні під’їзні колії станції Карлсруе-Західний були демонтовані, а станція Карлсруе-Кнілінген тепер також не має колійного розвитку.

## Рухомий склад
Оскільки міст через Рейн між Карлсруе та Вертом спочатку був понтонним, для перетину річки використовувалися спеціальні локомотиви Baden I b. 
Після Другої світової війни деякі послуги виконували рейкові автобуси Uerdingen. 

Перші поїзди із кузовом, що нахиляється DB Class 611 використовувалися для послуг Regional-Express на маршруті Нойштадт — Карлсруе. 
Оскільки вони були дуже ненадійними, їх використовували лише кілька років, а пізніше почали використовувати потяги DBAG Class 612. 
На середину 2020-х використовуються потяги Siemens Desiro Classic (клас 642). 
З 1980-х років до грудня 2010 року регіональні залізничні послуги здійснювалися на дизельних мотрисах DB Class 628, які замінили рейкові автобуси Uerdingen, які використовувалися раніше. 
Потяги класу 628 були замінені потягами Bombardier Talent (клас 643), які використовуються досі.
Операції штадтбану. 
Використовуються електричні моторні агрегати класів GT8-100C/2S, GT8-100D/2S-M та ET 2010.

## Станції

### Вінден (Пфальц)

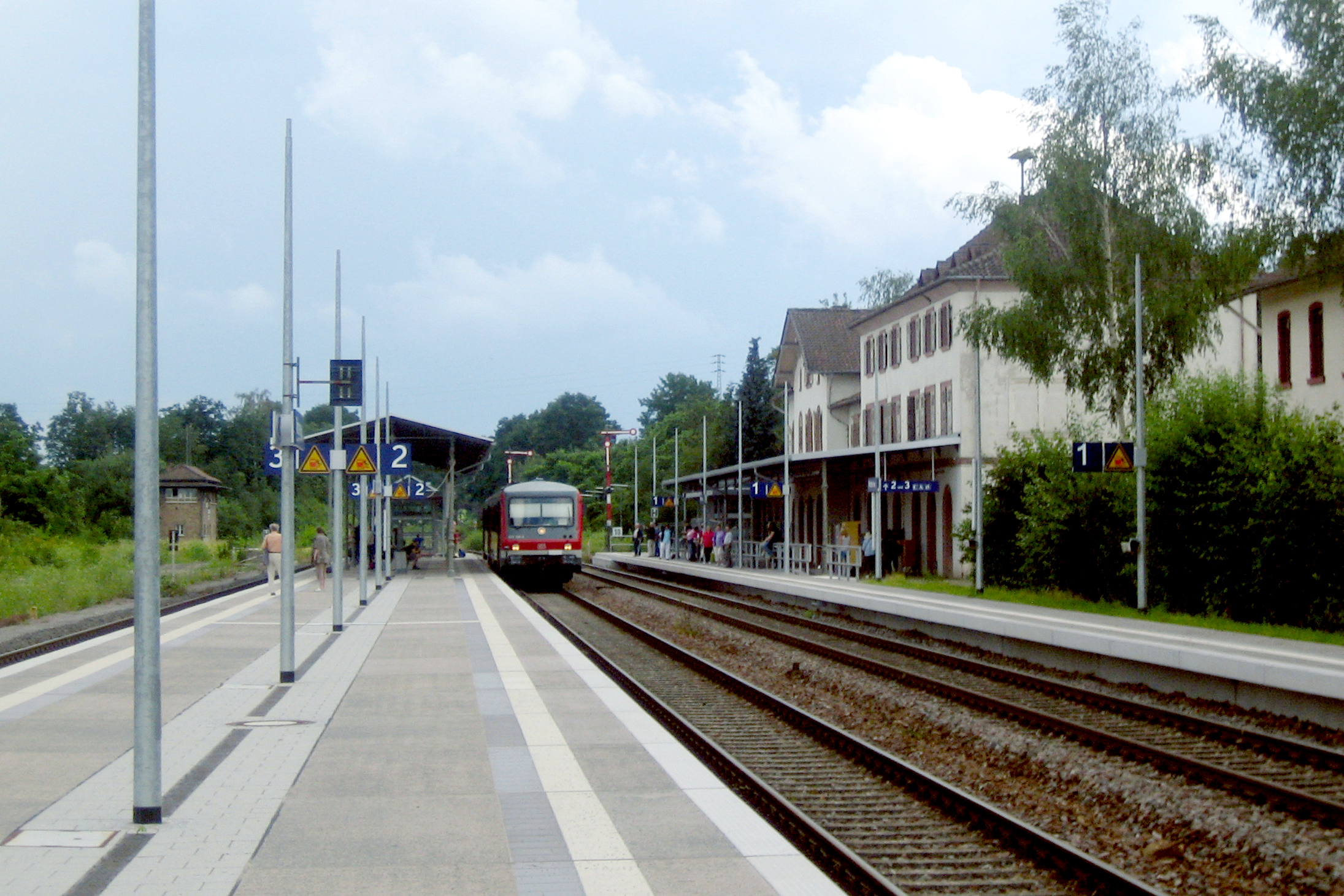
Станція Вінден після модернізації в 2007 році

Станція Вінден розташована на південно-східній околиці муніципалітету Вінден. 
Введена в експлуатацію з відкриттям Пфальц-Максиміліанської залізниці в 1855 році. 
З 1864 року була додана лінія до Максиміліансау. 
Таким чином станція була п’ятим залізничним вузлом, заснованим у Пфальці після Шифферштадта (1847), Людвігсгафена (1853), Нойштадта-ан-дер-Гардта (1855) і Гомбурга (1857). 
У 1870 році була відкрита залізниця Вінден — Бад-Бергцаберн. 
У 2005-2007 рр. її модернізували. 
Вокзал є охоронною пам'яткою. 

### Кандель
Станція Кандель розташована неподалік від центру Канделя. 
Потяги, що прямують до Віндена, зазвичай зупиняються на платформі 1 біля вокзалу, а поїзди до Верта зупиняються на платформі 2, головній наскрізній колії. 
Вокзал є охоронною пам'яткою. 

### Верт-Моцартштрассе
Верт-Моцартштрассе — зупинний пункт, розташований поблизу центру Верт-ам-Райн, відкрта в березні 2009 року. Спочатку планувалося звести станцію Regionalbahn на північно-західній околиці міста, щоб забезпечити можливість пересадки між штадтбаном і Regionalbahn. 
Однак місто Верт віддавало перевагу центральному вокзалу, який зрештою був побудований.

### Верт-Альте-Банмайстерай
Зупинний пункт Верт-Альте-Банмайстерай є в підпорядкуванні станції Верт. 
Був відкритий в 1997 році з введенням в експлуатацію штадтбану. 
Станція , якою керує AVG , має одну острівну платформу висотою 38 см і довжиною 80 м, обслуговується виключно лінією S5 штадтбану Карлсруе.

### Верт
Станція Верт розташована на схід від центру міста Верт. 
Це залізничний вузол і найбільша станція на лінії між Вінденом і Карлсруе. 
Має п'ять платформ і дев'ять колій без платформ. 
З 1876 року залізничні лінії відгалужуються до Гермерсгайма та Шифферштадта, а також до Лаутербурга та Страсбурга. 
З 1997 року лінія штадтбану також відгалужується до центру міста Верт. 
Вокзал є охоронною пам'яткою. 

### Максимиліансау
Станція Максимиліансау існувала в 1864-1938 рр. і була розташована на старій залізничній лінії, яку було залишено під час будівництва стаціонарного мосту через Рейн на користь маршруту далі на південь. 
Її вокзал стояв перпендикулярно до напрямку руху і був знесений на початку Другої світової війни. 

### Максиміліансау-Західний

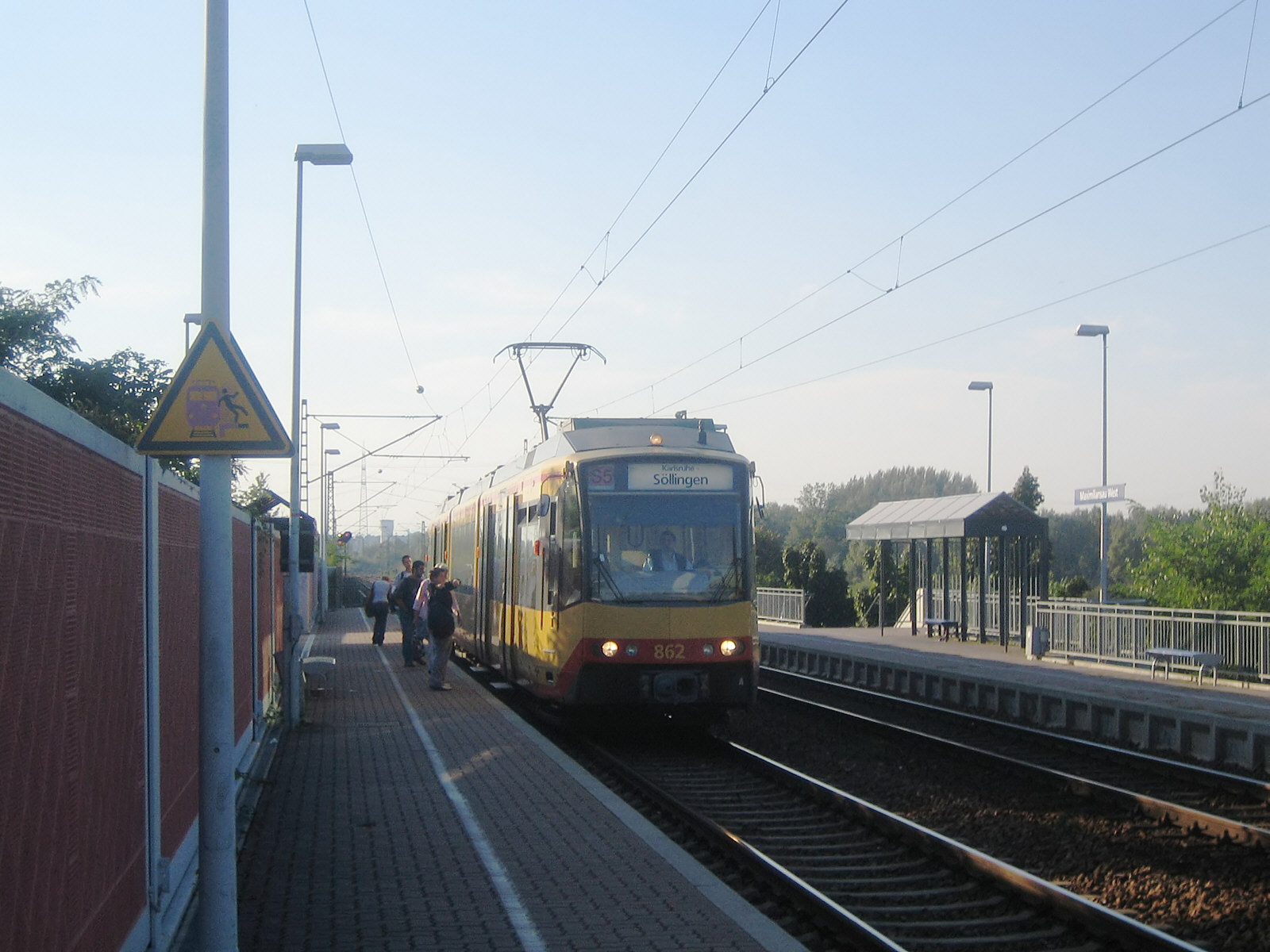
Станція штадтбану Максиміліансау-Західний

Зупинний пункт Максиміліансау-Західний відкрито під час монтажу другої колії на лінії між Вертом і Райнбрюкке у травні 1996 року. 
 
Розташована на північно-західному краю Максиміліансау. 
Управляється AVG та має дві берегові платформи висотою 38 см і довжиною 119 м.

### Максимиліансау-Айзенбанштрассе
Зупинний пункт Максимиліансау-Айзенбанштрассе відкрито в 1938 році під час реконструкції залізниці між Вертом і Мюльбургом і спочатку мала назву Максимиліансау. 
Знаходиться на північно-східній околиці міста. 
Під час будівництва другої колії на дистанції між Вертом і мостом через Рейн у середині 1990-х років і супутнього відкриття станції Максимиліансау-Західний вона отримала свою теперішню назву та була обладнана додатковою платформою. Управляється AVG і має дві берегові платформи висотою 38 см і довжиною 120 та 132 метри.
Зупинний пункт знаходиться в межах пішої досяжності від Globus-Baumarkt Wörth і торгового центру Maximiliancenter і з 2009 року обслуговується штадтбаном Карлсруе. 
Зупинний пункт обслуговується виключно штадтбаном Карлсруе. 
Всі інші поїзди проходять через зупинний пункт без зупинки.

### Максау
Зупинний пункт Максау (Карлсруе-Максау для штадтбану Карлсруе) розташовано безпосередньо на схід від мосту через Рейн і в основному обслуговує екскурсійний транспорт. 
Обслуговує лише маршрути штадтбану Карлсруе S5 та S51 і S52 на початку та в кінці дня. 
Спочатку станція називалася Максау, а 3 квітня 1938 року її було перейменовано на Карлсруе-Максау. 
Проте 15 травня того ж року станція отримала нову назву — Карлсруе-Райнбрюкке. 

Через малий пасажирський трафік вона була закрита, поки вона не була відроджена під назвою Максау в 1997 році. Сьогодні станція належить і управляється AVG. 
Має дві берегові платформи довжиною 120 м: заввишки 38 см платформи 1 і 55 см платформи 2.

### Карлсруе-Райнбрюкке
Станція Карлсруе-Райнбрюкке — технічна залізнична станція, не має пасажирського трафіку. 
Тут магістральна залізниця, має сполучення з трамвайною лінією через Кнілінген, а також відгалужуються сполучні колії до нафтопереробного заводу MiRO та до виробника упаковки Stora Enso (колишня Papierfabrik Holtzmann).

### Карлсруе-Кнілінген
Станція Карлсруе-Кнілінген розташована на південній околиці колишнього села та нинішнього району Карлсруе Кнілінген. 
Відкрита в 1938 році, після того, як початкова залізнична лінія, що прямувала через центр міста, була закрита разом із залізничною станцією. 
У найпівденнішій точці станції Гардтбан відгалужується на північний схід.

### Карлсруе-Мюльбург

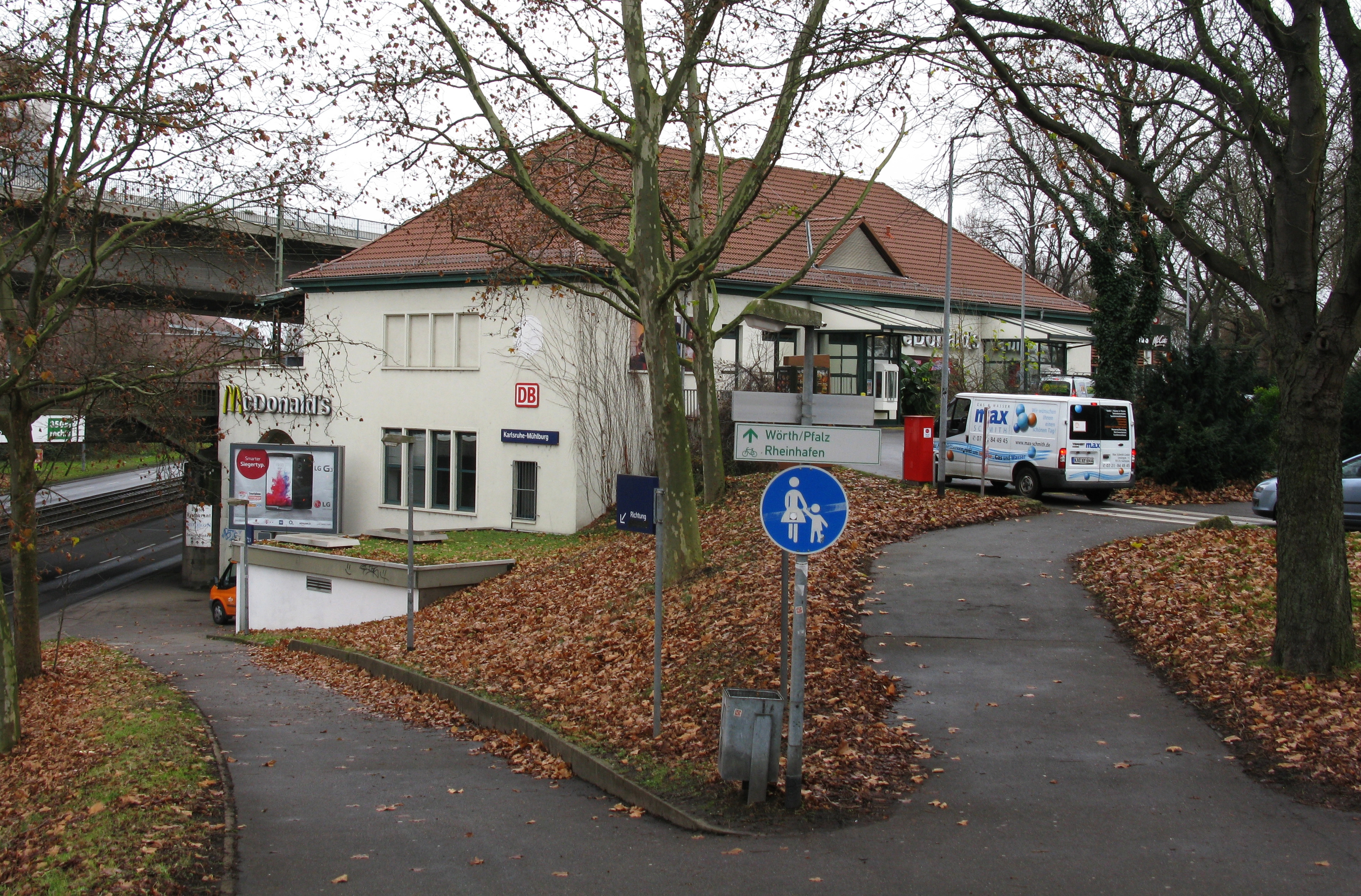
Карлсруе-Мюльбург

Станція Карлсруе-Мюльбург, розташована на заході Карлсруе в Мюльбурзі. Змінила своє розташування, коли в 1913 році було відкрито залізничне сполучення з Кнілінгеном і змінено розташування станції Карлсруе-Головний.

### Карлсруе-Вест
Станція Карлсруе-Вест була відкрита в 1895 році у складі вантажної об’їзної залізниці Карлсруе до нової станції Карлсруе-Сортувальний. 
Оскільки залізницю від Віндена довелося перебудувати з Кнілінгена під час будівництва нової станції Карлсруе-Головний, нову станцію було названо Карлсруе-Цеппелінштрассе. 
3 квітня 1938 року її було перейменовано на Карлсруе-Західний (Карлсруе-Вест). 

Крім того, є тимчасова платформа на Карлсруе-Вест на дистанції 108, яка використовується для будівельних робіт.

### Карлсруе-Головний
Карлсруе-Головний існує в своєму нинішньому вигляді з 1913 року і замінив початкову станцію на краю центру міста. Потяги на до/з Віндена курсують з колії 1, 101 та 102. 
Останні дві колії є частиною чотириколійної кінцевої станції (Максайбангоф), побудованої спеціально для руху до Пфальцу.